# Pniel (Zuid-Afrika)
Pniel of Pniël is een dorp met 3400 inwoners in de Zuid-Afrikaanse provincie West-Kaap. Pniel behoort tot de gemeente Stellenbosch, die onderdeel van het district Kaapse Wynland is.

## Subplaatsen
Het nationaal instituut voor de statistiek, Stats SA, deelt sinds de census 2011 hoofdplaatsen in in een of meer zogenaamde subplaatsen (sub place), in dit geval is er slechts de subplaats Pniel SP.